# Атмацидис, Элиас
Эли́ас Атмаци́дис (греч. Ηλίας Ατματσίδης; род. 24 апреля 1969 года в Козани) — греческий футболист, выступавший на позиции вратаря.

## Футбольная карьера
Атмацидис провёл большую часть своей карьеры в «АЕК Афины». Он был основным игроком АЕКа на протяжении 10 лет и провёл за клуб 251 матч, в сезоне 1999/2000 был капитаном клуба. С АЕКом он дважды выигрывал чемпионат Греции, играл в Лиге чемпионов и Кубке УЕФА. Его игра помогала АЕКу достойно противостоять таким клубам, как «Аякс» и «Милан». Последние три года карьеры он провёл в ПАОК.
В сборной Греции Атмацидис дебютировал 23 марта 1994 года, сыграл 47 матчей. Был участником чемпионата мира 1994 года, сыграл в матче против Болгарии, Греция была разгромлена со счётом 4:0. В итоге греки проиграли все три матча в группе и покинули турнир ни с чем.

## Достижения
«АЕК Афины»
- Чемпионат Греции: 1993, 1994
- Кубок Греции: 1996, 1997, 2000, 2002
- Суперкубок Греции: 1996